# Wojna indyjsko-pakistańska (1965)
Druga wojna indyjsko-pakistańska (również II wojna o Kaszmir) – wojna pomiędzy Indiami a Pakistanem, trwająca między sierpniem a wrześniem 1965 roku. Wojna była wynikiem licznych incydentów granicznych, a jej bezpośrednią przyczyną była, zakończona porażką, próba wzniecenia antyindyjskiego powstania w Kaszmirze, przez pakistańskie grupy dywersyjne.
Wojna zakończyła się zawieszeniem broni osiągniętym przy udziale ONZ oraz podpisaniem 10 stycznia 1966 roku deklaracji taszkienckiej, w której obie strony zobowiązały się do wycofania wojsk poza linię demarkacyjną oraz do pokojowego rozwiązania sporu o Kaszmir.

## Podłoże

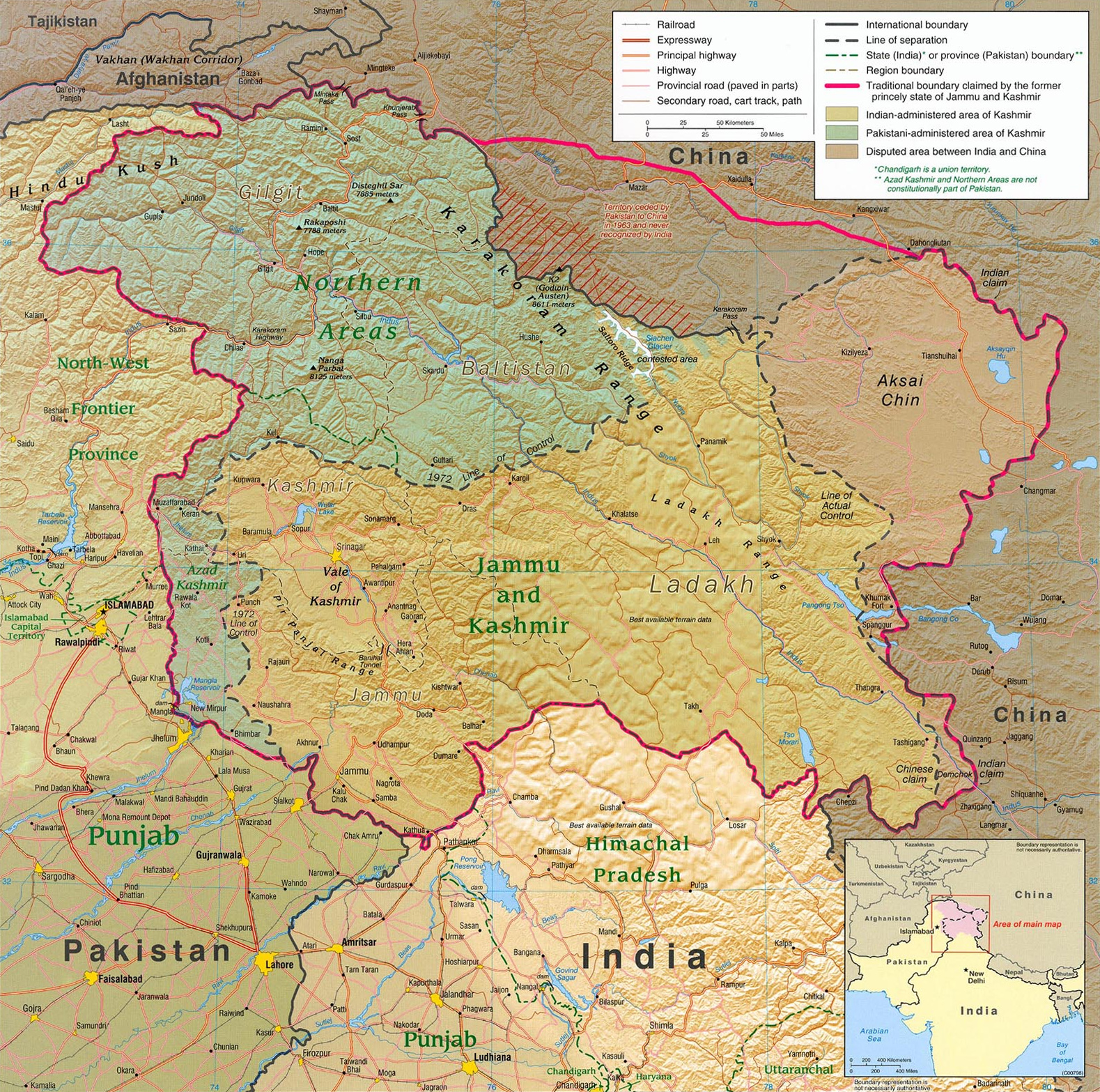
Mapa terenu działań z angielskimi nazwami (stan granicy na 2004)

Przyczyną wojny był spór o Kaszmir, sięgający korzeniami 1947 roku, kiedy po dekolonializacji podzielono Indie Brytyjskie na niepodległy Pakistan oraz Indie. Brytyjska koncepcja podziału posiadłości kolonialnych zakładała utworzenie dwóch państw w miarę jednolitych religijnie. Indie miały być w większości hinduistyczne, a Pakistan muzułmański. Głównym problemem był dokonany podział Pendżabu oraz kwestia Kaszmiru, będącego niezależnym księstwem, z dominującą ludnością muzułmańską, które nie podjęło decyzji o przyłączeniu do Indii ani Pakistanu. W Kaszmirze doszło rewolty ludności wspieranej zbrojnie przez Pakistan w celu zmuszenia maharadży do przyłączenia się do Pakistanu, czego efektem stała się jednak jego decyzja o przyłączeniu Kaszmiru do Indii i następująca interwencja wojsk indyjskich i pakistańskich. Doprowadziło to nierozstrzygniętej pierwszej wojny indyjsko-pakistańskiej w latach 1947–1948. 5 stycznia 1949 roku zawarto rozejm w oparciu o propozycje Komisji Narodów Zjednoczonych do Spraw Indii i Pakistanu, która wyznaczyła linię demarkacyjną pomiędzy siłami obu stron w Kaszmirze. Kaszmir został podzielony na część południowo-wschodnią w składzie Indii, oraz północno-zachodnią, gdzie utworzono formalnie niezależny kontrolowany przez Pakistan Azad Kaszmir. Rozejm zakładał stopniowe wycofanie wojsk obu stron, a następnie przeprowadzenie plebiscytu, jednakże spór trwał nadal i obie strony ostatecznie pozostały na zajętym przez siebie terytorium, a Indie podjęły działania zmierzające do integracji swojej części Kaszmiru. W 1956 roku Indie zaproponowały podział spornego terenu według linii demarkacyjnej, co zostało odrzucone przez Pakistan, uznający cały Kaszmir za terytorium sporne. W tym czasie Pakistan wspierał zwolenników secesji Kaszmiru od Indii i uzyskał wsparcie polityczne Chin, wrogich wobec Indii.
W międzyczasie oba państwa starały się wzmocnić i rozbudować swoje siły zbrojne. Początkowo armie obu państw wywodziły się z podzielenia Brytyjskiej Armii Indii pod kątem wyznaniowym, w której Hindusi mieli przewagę 3:1. Indie miały przekazać Pakistanowi również część uzbrojenia, lecz w obliczu narastającego konfliktu, pod koniec 1947 zaprzestały jego przekazywania. Indie miały również przewagę w postaci pozostawienia na jej terytorium wszystkich fabryk zbrojeniowych, produkujących amunicję, broń strzelecką i artylerię. W 1954 roku Pakistan przystąpił do sojuszu wojskowego SEATO, co pociągnęło pomoc amerykańską w uzbrajaniu jego armii. W dziedzinie broni pancernej, Pakistan otrzymał nowe amerykańskie czołgi M47 Patton i M48 Patton (9 pułków), podczas gdy Indie miały mniejszą liczbę nowych brytyjskich Centurionów (4 pułki). Oprócz tego, oba państwa używały czołgów M4 Sherman z demobilu II wojny światowej i czołgów lekkich, a ogółem Pakistan miał 765 czołgów, a Indie 720. W dziedzinie artylerii polowej i górskiej Indie miały ponaddwukrotną przewagę liczebną, przy tym podstawowym działem była brytyjska haubicoarmata 25-funtowa (87,6 mm); w dziedzinie cięższej artylerii potencjały obu państw były podobne. W dziedzinie lotnictwa przewagę liczebną miały Indie; oba państwa używały głównie odrzutowców z lat 50. (Indie: francuskich i brytyjskich, Pakistan: amerykańskich), aczkolwiek Pakistan posiadał też dywizjon nowych myśliwców przechwytujących Lockheed F-104 Starfighter. Ogólna liczebność sił zbrojnych odpowiadała proporcji ludności i Indie miały armię ok. 700-tysięczną, a Pakistan wraz z Azad Kaszmir – 290-tysięczną, ale w zakresie liczby zdolnych do walki związków taktycznych przewaga Indii była mniejsza.
Potencjały morskie obu stron były w praktyce zbliżone; Indie posiadały w składzie floty lotniskowiec, lecz Pakistan jako jedyny dysponował jednym okrętem podwodnym „Ghazi”, stwarzającym zagrożenie dla marynarki Indii; ponadto Indie miały z większych okrętów dwa krążowniki lekkie i 14 niszczycieli i fregat, a Pakistan jeden krążownik przeciwlotniczy i siedem niszczycieli i fregat. Indyjski lotniskowiec „Vikrant” znajdował się jednak w remoncie w Bombaju i nie wziął udziału w działaniach w 1965 roku.

## Preludium wojny
Punktem zapalnym stała się granica w regionie Kaććh nad Morzem Arabskim, która nie została dokładnie wytyczona przez brytyjską komisję Cyrila Radcliffe′a w 1947 roku z uwagi na jego niewielkie znaczenie. Spór dotyczył 2500 km² terenu, pokrytego w większości słonymi bagnami (Wielki Rann) i niezamieszkałego. Na początku 1965 roku wojska pakistańskie posunęły się kilkanaście kilometrów w głąb spornego terenu, zajmując wzgórza. 9 kwietnia wojska indyjskie podjęły próbę ich wyparcia, po czym 30 czerwca doszło do przerwania walk. Strony zgodziły się wycofać wojska na pozycje wyjściowe i powołać dwustronną komisję do spraw wytyczenia granicy oraz ewentualnie poddać sprawę pod rozstrzygnięcie Międzynarodowemu Trybunałowi Sprawiedliwości. Skłoniło to jednak muzułmanów w Kaszmirze do ponownego podniesienia kwestii plebiscytu, przy poparciu Pakistanu, co skutkowało aresztowaniem w maju przywódcy muzułmanów szejka Abdullaha i zamieszkami oraz atakami terrorystycznymi. Władze Azad Kaszmir ogłosiły na początku sierpnia, że w indyjskiej części Kaszmiru wybuchła rewolucja i powołały Radę Rewolucyjną, mającą wspierać walkę muzułmanów zza granicy. Jednocześnie na teren indyjskiego Kaszmiru zaczęły przenikać pakistańskie siły dywersyjne, w ogólnej sile ok. 8000 ludzi, z zadaniem destabilizacji prowincji i wywołania powstania (pod kryptonimem planu Gibraltar). Wobec interwencji armii indyjskiej i sił bezpieczeństwa, zamiar ten nie powiódł się, lecz doprowadziło to do dalszej eskalacji działań.

## Przebieg działań

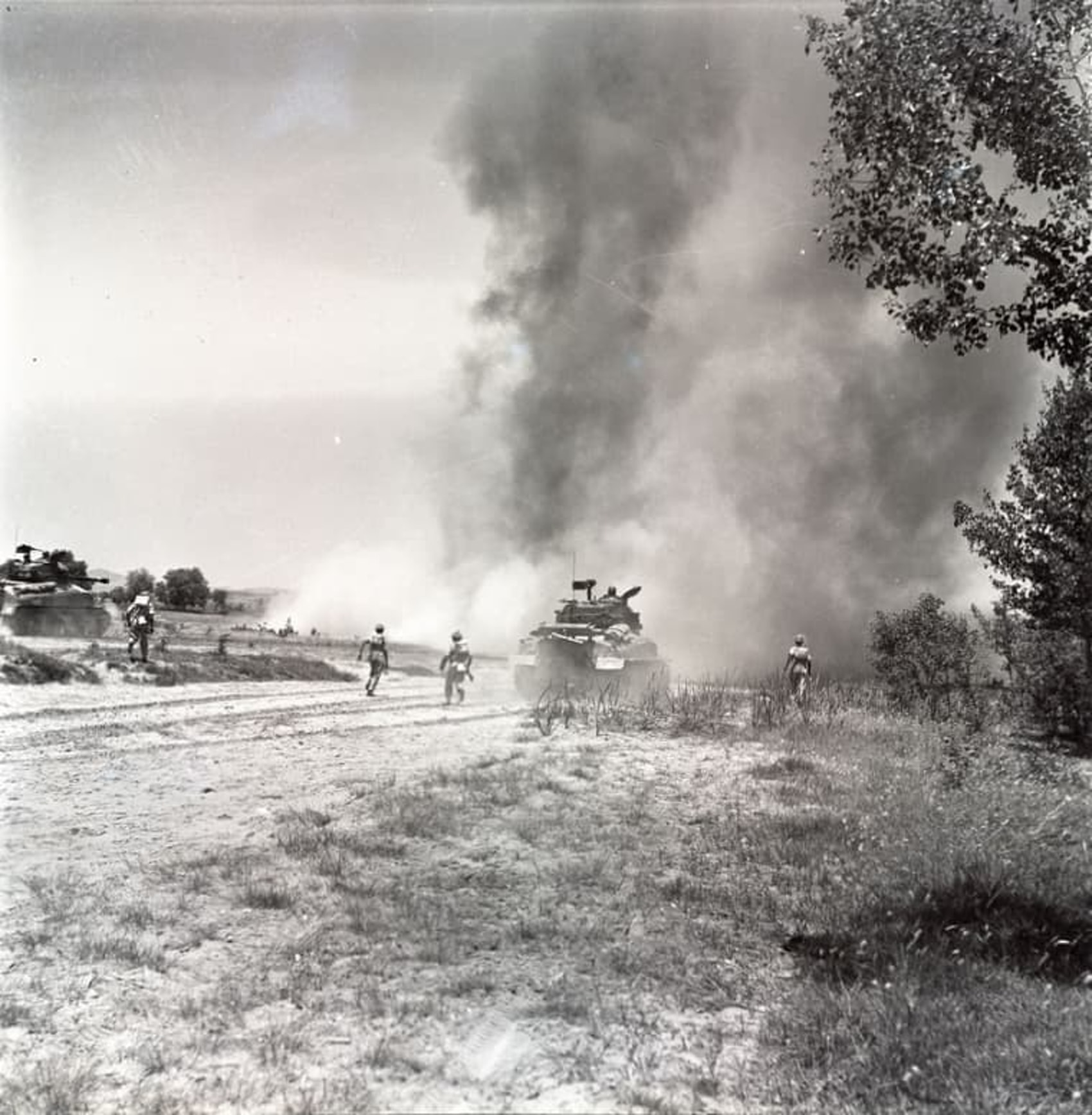
Natarcie pakistańskie z czołgiem Sherman

22 sierpnia 1965 roku do konfliktu w Kaszmirze, włączyły się regularne jednostki pakistańskiej armii, z moździerzami i bronią maszynową, wspierając siły nieregularne, początkowo mało intensywnie. 24 sierpnia indyjska armia przekroczyła linię demarkacyjną w rejonie Punchu, zajmując przełęcz Hadzi Pir, kontrolującą główny szlak przerzutu sił z pakistańskiej części.
1 września 1965 roku armia pakistańska rozpoczęła działania na szeroką skalę w ramach operacji Grand Slam, atakując brygadą piechoty z pułkiem czołgów na płaskowyżu Chhamb na kierunku miasta Dżammu, grożąc przecięciem drogi jedynej drogi łączącej region z Indiami. Działania te zagroziły odcięciem całego północno–zachodniego Kaszmiru ze Śrinagarem od Indii. Indusi zlekceważyli wcześniejsze informacje o koncentracji wojsk i posiadali w tym rejonie tylko lekką piechotę, wspartą lekkimi czołgami AMX-13, które poniosły spore straty w walce z pakistańskimi Pattonami 2 września. Po wzmocnieniu sił, do 4 września Pakistańczycy wdarli się na ok. 20 km za granicę i zajęli miejscowość Dżaurian. Ich postępy udało się powstrzymać 5 września i obie strony przeszły do walk pozycyjnych, nie mogąc uzyskać decydującego przełamania.
6 września dla odciążenia frontu w Kaszmirze, armia indyjska podjęła ofensywę na południu w Pendżabie, na kierunku miast Lahaur (Lahore) i Sialkot, wdzierając się na kilkanaście kilometrów w głąb Pakistanu. Ofensywa została powstrzymana napotykając silny opór wzdłuż kanału Ichhogil. Na skutek ofensywy indyjskiej rząd Pakistanu ogłosił stan wyjątkowy i mobilizację. 8 września armia indyjska rozpoczęła także ofensywę na drugim kierunku pomocniczym dalej na południe, zajmując przygraniczną miejscowość Gadra na kierunku Hajdarabadu. W tym czasie zaangażowanych w walce po stronie Pakistanu było około trzech przeliczeniowych dywizji, a po stronie Indii – czterech. Wojna przeszła w fazę statyczną, w której intensywniej działało lotnictwo obu stron, a także grupy dywersyjno-rozpoznawcze. Armia indyjska powoli zdobywała przewagę w Kaszmirze, wypierając przeciwnika kosztem znacznych strat i przekraczając około 12 września linię demarkacyjną i zajmując miasto Mirpur
Do ciężkich walk, w tym pancernych z udziałem ponad 300 czołgów, dochodziło też w Pendżabie w rejonie Lahaur. Duże straty w czołgach ponieśli Pakistańczycy 10 września pod Asal Uttar, a następnie 14-15 września Indusi pod Chawindą. Po 15 września intensywność ataków z obu stron zmalała. 

## Koniec wojny
22 września obie strony zgodziły się na zawieszenie broni na apel Rady Bezpieczeństwa ONZ. Obie strony pozostawały jednak na zajętych pozycjach, a Indie nie wyrażały zgody na powiązanie negocjacji z uregulowaniem kwestii Kaszmiru. Po propozycji mediacji ze strony ZSRR, dopiero 3 stycznia 1966 roku delegacje obu państw przybyły do Taszkentu, gdzie po negocjacjach 10 stycznia 1966 roku podpisały deklarację taszkiencką, w której obie strony zobowiązały się do wycofania wojsk na pozycje sprzed 5 sierpnia 1965 roku oraz do pokojowego rozwiązywania sporów. Deklaracja ta stanowiła kompromis, nie usuwający przyczyn sporu i w 1971 roku doszło do kolejnej wojny indyjsko-pakistańskiej. Na podstawie doświadczeń, Indie jednak lepiej przygotowały swoje wojsko do kolejnej wojny.
Wojna nie zakończyła się jednoznacznym zwycięstwem żadnej ze stron. Brak jest również ustalonych obiektywnie strat, a podawane przez obie strony informacje diametralnie się różnią. Według strony indyjskiej, Pakistan stracił 3840 zabitych, 464 czołgi oraz 70 samolotów, a własne straty wyniosły 1157 zabitych, 100 czołgów i 35 samolotów. Według Pakistanu, Indie miały stracić 7000 zabitych, 827 wziętych do niewoli, 516 czołgów, 111 zniszczonych i 17 uszkodzonych samolotów, natomiast Pakistan nie ujawnił strat własnych. Po wojnie, deklaracja taszkencka przewidywała wymianę jeńców wojennych obu stron.